# Sgurr Fhuaran
Sgurr Fhuaran är ett berg i Storbritannien.   Det ligger i kommunen Highland och riksdelen Skottland, i den nordvästra delen av landet, 700 km nordväst om huvudstaden London. Toppen på Sgurr Fhuaran är 1 067 meter över havet, eller 1 026 meter över den omgivande terrängen. Bredden vid basen är 8,5 km.
Terrängen runt Sgurr Fhuaran är huvudsakligen kuperad, men den allra närmaste omgivningen är bergig. Trakten runt Sgurr Fhuaran är nära nog obefolkad, med mindre än två invånare per kvadratkilometer. Närmaste större samhälle är Glenelg, 16,6 km väster om Sgurr Fhuaran. Trakten runt Sgurr Fhuaran består i huvudsak av gräsmarker.